# Фёдоро-Михайловка
Фёдоро-Михайловка (укр. Федоро-Михайлівка) — село в Еланецком районе Николаевской области Украины.
Основано в 1923 году. Население по переписи 2001 года составляло 235 человек. Почтовый индекс — 55520. Телефонный код — 5159. Занимает площадь 1,48 км².

## Местный совет
55520, Николаевская обл., Еланецкий р-н, с. Нововасилевка, ул. Торговая, 40